# ハイグレードタクシー

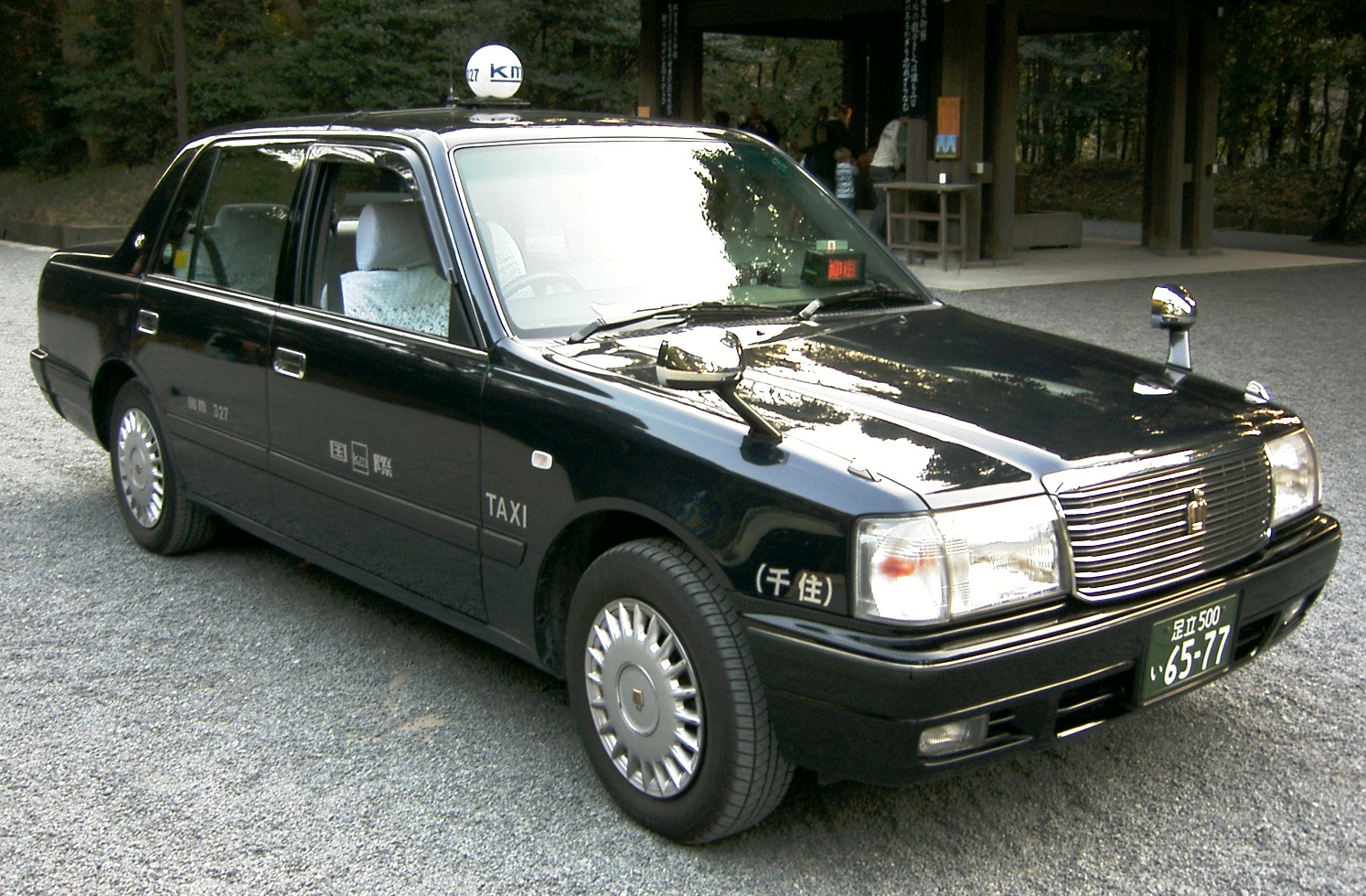
東京四社（国際自動車）の黒タク

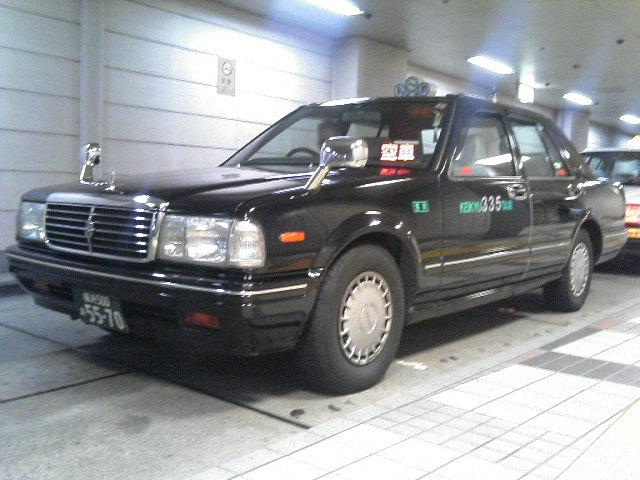
ハイグレードタクシーの例
京急横浜自動車・セドリック・クラシックSV

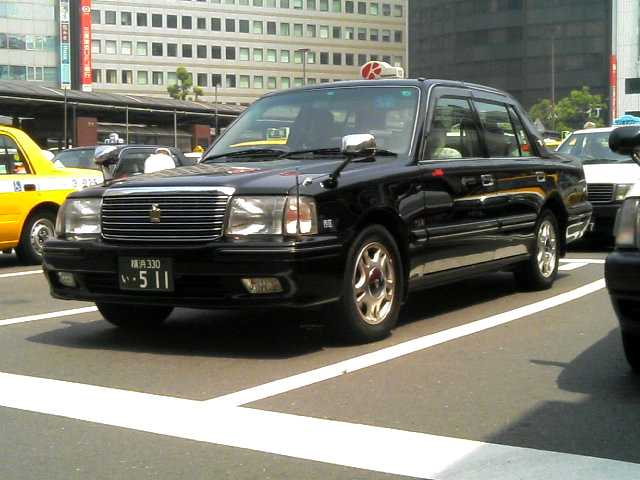
ハイグレード車の例
神奈中ハイヤー・クラウンセダン・スーパーサルーン

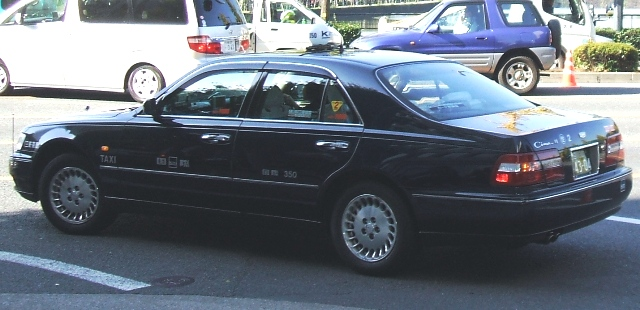
ハイグレード車の例
国際自動車・シーマ（元ハイヤー車両）

ハイグレードタクシーとは、通常のタクシー料金で乗れる、ハイヤーに近い高級感をもった日本のタクシーである。

## 概要
一般に黒、濃紺などに塗色され、「黒タク」「黒塗り」などとも呼ばれる。事業者や組合によってはハイグレード車に呼称をつけている（日本交通は「黒タク」（ジャパンタクシーの増加で「ゴールドタクシー」に発展解消）、帝都自動車交通は「ていかー」、チェッカーキャブは「エクシードキャブ」（通称Eキャブ）等）。冠婚葬祭での使用や、要人とされる人の送迎など、従前、ハイヤーが担っていた層の旅客を運送することが多いが、一般に流し営業、乗り場での付け待ち営業もしている。事業者によっては、黒タク専用の電話番号を設けている場合もある。
タクシー事業者によっては、黒色でない車両も同クラスの車両を持って運行している場合もあり、逆に黒色であっても、車両そのものはハイグレードでない場合もある。例えば、グレードに大差のないクラウンコンフォート・コンフォート・プリウス・クルーは、たとえ黒色でもハイグレードとは呼ばれず、ジャパンタクシーもハイグレード扱いを行わない運行会社がある。

## ハイグレードタクシーの登場
東京では、元々黒塗りのタクシーは車体が目立たず営業上不利なため、一部を除いて走っていなかったが、大阪・京都などで中型は黒塗りが多かった（小型との差別化と冠婚葬祭用の要望が強かったため）。東京に進出した京都のエムケイは他社との差別化のため黒塗りのセドリック・クラシックを導入した。法人タクシーとしては高級だが、6気筒エンジンのため、一般的な4気筒より燃費が悪く他社（大手）ではあまり導入されなかった。
その後、東京四社営業委員会（大和自動車交通・日本交通・帝都自動車交通・国際自動車）で、2001年に黒タクが導入された。クラウンセダンは当初6気筒エンジンだったが、セドリックは「Sパッケージ」という“クラシックSVの4気筒仕様”の特装車が採用された（後にカタロググレードとしてクラシックSVが4気筒化）。2001年にはクラウンセダンのモデルチェンジで4気筒LPG車が設定され導入しやすくなったことから、東京では多くの黒塗りタクシーを見かけるようになり、さらに規制緩和により、新規参入事業者がハイグレード車で参入した。
また、国際自動車、神奈中ハイヤーなどでは、ハイヤーとして使用していた車両をタクシーに転用する形で、さまざまな高級車をタクシーとして使用、さらに差別化を図っていた。東京都区部・三鷹市・武蔵野市内（いわゆる東京特別区）を走る法人タクシーの7割〜8割は、ハイグレードタクシーで占められるようになったが、東京特別区エリア（やその周辺エリア）では深藍（こいあい）色のトヨタ・ジャパンタクシー匠（上位グレード）への代替が各事業者において急速に推し進められており、東京特別区ではハイグレードタクシーは数を減らしている。一方で、東京特別区エリアでは徐々にではあるもののトヨタのエスクァイアやアルファード、日産のセレナやエルグランドのような高級ミニバンを少数ではあるものの導入する事業者も大手を中心にあり、これらの増加によってハイグレードタクシー自体の消滅は免れ得る。

## 車両
主にクラウンセダンのスーパーデラックスGパッケージまたはスーパーサルーンやセドリック・クラシックSVまたはブロアムが多いが、クラウンセダンは外見がGパッケージと同じスーパーデラックスや、セドリックはスーパーカスタムにオプションでカラードバンパーを装着する場合もある。エムケイはS180系クラウンも法人タクシーとして導入している。
セドリック・クラシックSVはかつて発売されていた個人タクシー向けの6気筒に比べるとフェンダーマーカーが無い、マニュアルエアコン、AM/FMラジオ（2スピーカー）、ステッキ式パーキングブレーキレバーなど、法人タクシー向けに特化したものとなっている。
ハイヤーからの転用では、シーマ、クラウンマジェスタ、レクサス・LSなどさまざまな車種を見ることができる。